# Agostino Ramelli

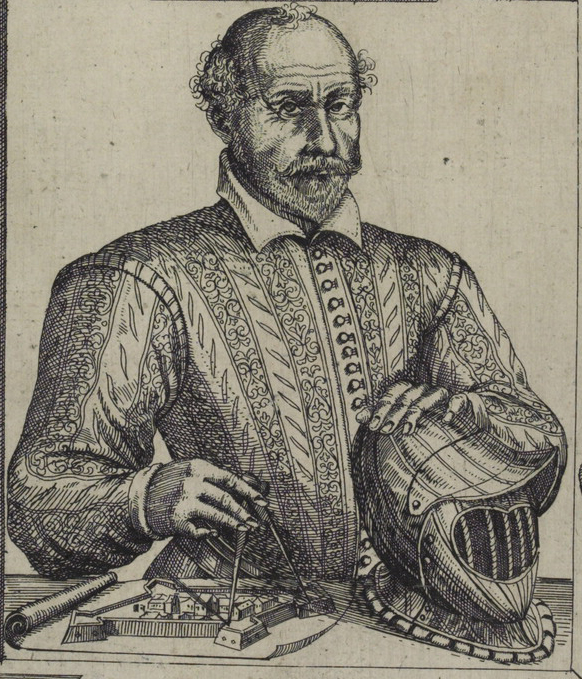
Agostino Ramelli

Agostino Ramelli (* 1531 in Ponte Tresa; † 1600 in Paris) war ein italienischer Ingenieur (Herkunftsort Mesenzana), der das Bücherrad erfand. Dieses wird heute als ein Vorläufer des Hypertext verstanden. Diese Neuheit war eine von vielen, die er in seinem einzig erschienenen Werk Le Diverse Et Artificiose Machine veröffentlichte.

## Militärische Laufbahn
Agostino Ramelli war ein italienischer Ingenieur und Architekt, der lange Zeit im Kriegsdienst verschiedener Herrscher stand. Über ihn als Person ist nur wenig bekannt, da er früh die militärische Laufbahn einschlug. Er war Hauptmann unter Gian Giacomo Medici genannt il Medeghino, Marchese di Marignano, ein Heerführer unter Kaiser Karl V. Unter der Leitung Marignanos studiert er Mathematik und Kriegswissenschaften. Marignan hatte entweder bei Leonardo da Vinci selbst oder zumindest in seiner Schule an der Mailänder Akademie der Wissenschaften studiert. Insofern steht Ramelli in gewissem Sinn in Leonardos Nachfolge. Der Katholik Ramelli ging wie andere italienische Baumeister und Ingenieure nach Frankreich und kämpfte unter dem Herzog von Anjou  gegen die Hugenotten. Im Jahr 1572 nahm er als Militäringenieur an der Besetzung La Rochelles teil. Am 8. November 1572 wurde Ramelli verwundet und geriet in monatelange Gefangenschaft. Der Herzog von Anjou setzte sich erfolgreich für Ramellis Freilassung ein. Mit der Krönung des Herzogs von Anjou zum König 1574 stärkte sich Ramellis Stellung am französischen Hof.
Ramelli gehörte zu den prominenten Offizieren der Katholischen Liga. Ihr Oberhaupt war Henri III., der sich im weiteren Verlauf der konfessionellen Konflikte mit Henri Navarre verbündete. Nach der Ermordung Henris III. wurde Henri de Navarre im Jahr 1594 zum französischen König Henri IV. gekrönt. Ramelli gelang es bei dem neuen Regenten anzukommen, denn sein Name war mit der Aussöhnung mit der Katholischen Liga und mit dem Edikt von Nantes verknüpft.

## Le Diverse Et Artificiose Machine
1588 erschien die Diverse Et Artificiose Machine in Paris als Ramellis einziges gedrucktes Werk überhaupt. Wichtige Anregungen hierfür schöpfte er aus den Veröffentlichungen von Alessandro Piccolominis, Vitruv, Vannoccio Biringuccio, Georg Agricola und den älteren Maschinenbüchern Bessons und Errards. Es ist anzunehmen, dass sich der Autor mit seinem Schaubuch als bedeutender Techniker in Szene setzen wollte und einer der Hauptzwecke in der Eigenwerbung Ramellis bestand. Offensichtlich hatte der Autor Zeit und Geld, eines der am stärksten bebilderten, umfangreichsten Werke der frühneuzeitlichen Technikliteratur zu publizieren. Ramelli musste erhebliche finanzielle Mittel zur Verfügung gehabt haben, um einen derartigen Band im Selbstverlag herausgeben zu können. Ramellis Buch enthält 195 Kupferstiche, 20 davon nehmen sogar eine Doppelseite ein. Diese Kupferstiche hatten eine bis dahin unerreichte Präzision und zählten zu den Spitzenleistungen der französischen Buchkunst des ausgehenden 16. Jahrhunderts.
Mehr als die Hälfte aller Illustrationen stellen Pumpen und Wasserräder dar, die als Wasserhebemaschinen dienen. Diese hatten für die aufblühende höfische Gartenkultur der Renaissance und den beginnenden Barock große Bedeutung. Wenige Jahre vor dem Erscheinen des Werkes hatte Frankreichs König Heinrich III. Verordnungen erlassen, die die Verwendung der Wasserkraft im Gewerbe fördern sollten.
Ramelli beginnt mit einer dreiseitigen italienischen Widmung und ihrer französischen Übersetzung. Danach folgt ein achtseitiges, ebenfalls unpaginiertes italienisches Vorwort. An das Vorwort schließt ein weiterer Paratext Ramellis an. Die Idee des Wissenschaftswettstreits wird erneut aufgegriffen. Im Zentrum steht die Präsentation der Maschinen. Einfache Kapitelnummern überschreiben jeweils zweisprachige, zunächst ein-, dann auch mehrseitige Bildbeschreibungen.
In der Forschung besteht Uneinigkeit über den praktischen Wert des Werkes. Einige würdigen den technischen Sachverstand des italienischen Hofarchitekten und betonen die Vorläuferschaft vieler seiner barocken Modellen zu heutigen realen Maschinenkonstruktionen. Andere kritisieren die Kompliziertheit der mechanischen Vorrichtungen sowie die Fehlerhaftigkeit, Unbrauchbarkeit oder Unausführbarkeit vieler Entwürfe. Ramellis kompliziert wirkende Maschinen waren weniger für die praktische Verwendung geeignet. Ihre Abbildungen sollten die Käufer des Buches unterhalten.

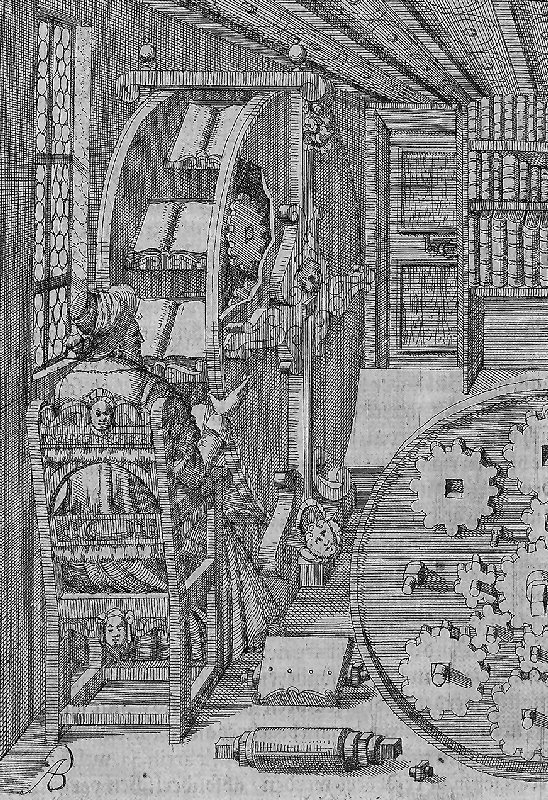
Bücherrad von Agostino Ramelli

Ramelli beschrieb verschiedene Maschinen, u. a. das Bücherrad und kreiskolbenartige Wasserpumpen, welche als Vorläufer des Wankelmotors angesehen werden. Ebenso zeigte er darin einen amphibischen Kampfwagen, der an Land von Pferden gezogen und im Wasser mit zwei Schaufelrädern durch Muskelkraft bewegt wurde. Seine berühmteste Erfindung ist aber das Bücherrad, eine Vorrichtung, die dem Leser das beinahe simultane und flexible Arbeiten an mindestens zwölf Büchern ermöglicht.
Le Diverse Et Artificiose Machine ist das einzige im Druck erschienene Werk Ramellis geblieben. Nie gedruckt wurde ein von ihm stammendes Manuskript, das sich mit der Zeitmessung befasst. Dieses ist in der Turiner Universitätsbibliothek aufbewahrt. Außerdem erwähnt Ramelli in seiner Vorrede seines Maschinenbuches, dass ihm Zeichnungen und Vorarbeiten zu einem Buch über das Fortifikationswesens gestohlen worden seien. Diese hat ihm vermutlich sein langjähriger Mitarbeiter Ambroise Bachot entwendet. In seinen Werken Le Timon und Le Gouvernail finden sich an Ramelli erinnernde Stiche.
Ramellis Werk ist eines der bekanntesten und am weitesten verbreiteten Maschinenbücher, das auch heute noch in vielen Sammlungen und Bibliotheken vorhanden ist.

## Werke
- Le diverse et artificiose machine. Paris 1588 (doi:10.3931/e-rara-8944)
  - Schatzkammer mechanischer Künste des hoch- und weltberühmten Capitains Herrn Augustini de Ramellis (...) zum Druck befördert durch Henning Grossen den Jüngern, [Leipzig] 1620. Digitalisat der Library of Congress